# ماركوس داميكو
ماركوس داميكو (بالإنجليزية: Marcus D'Amico)‏ هو ممثل بريطاني، ولد في 4 ديسمبر 1965 في فرانكفورت في ألمانيا. من الجوائز التي نالها جائزة المسرح العالمي سنة 1994.

## جوائز
- جائزة المسرح العالمي (1994)

## وصلات خارجية
- ماركوس داميكو على موقع IMDb (الإنجليزية)
- ماركوس داميكو على موقع ألو سيني (الفرنسية)
- ماركوس داميكو على موقع قاعدة بيانات برودواي على الإنترنت (الإنجليزية)
- ماركوس داميكو على موقع قاعدة بيانات الفيلم (الإنجليزية)